# Raban von Canstein (General)
Raban Freiherr von Canstein (* 15. August 1906 in Naugard; † 31. Dezember 2005 in Heidelberg) war ein Offizier der Reichswehr, Oberst der Wehrmacht und Brigadegeneral des Heeres der Bundeswehr.

## Werdegang
Canstein trat 1926 in die Reichswehr ein, wurde Offizieranwärter im 4. (preußischen) Infanterie-Regiment in Kolberg und absolvierte die Kriegsakademie in Berlin. Am 1. Januar 1939 wurde er zum Hauptmann befördert.
Während des Zweiten Weltkrieges war er in verschiedenen Führungspositionen tätig, zuletzt im Stab der 4. Panzer-Division im Rang eines Obersten im Generalstab.
Nach dem Krieg machte Canstein eine Ausbildung zum Schreiner und schloss diese mit der Gesellenprüfung ab. Später war er als Stellvertretender Hauptgeschäftsführer des Bundesverbandes der Holzverarbeitenden Industrie tätig.
1957 trat er in das Amt Blank und damit in die neugeschaffene Bundeswehr ein. Von 1957 bis 1958 war Canstein Leiter der Stabsabteilung V des Führungsstabs des Heeres (FüS), von 1958 bis 1959 als Brigadegeneral Stellvertretender Kommandeur der 7. Panzerdivision in Unna und von 1959 bis 1965 Befehlshaber der Deutschen Bevollmächtigten Mitte (DBv Mitte), der Vorläuferdienststelle des späteren Territorialkommandos Süd der Bundeswehr in Mannheim.

## Familie
Canstein, Urenkel von Philipp Carl von Canstein, war zweimal verheiratet: Die erste Ehe schloss er am 6. August 1934 mit Kitty von Blaese (* 16. März 1910 in Estland; † 4. August 1951 in Bremen). Seine zweite Frau Ursula Brandies, verw. Krieg (* 30. Juli 1923) heiratete er am 29. Mai 1952. Aus der ersten Ehe stammen zwei Söhne und eine Tochter, aus der zweiten Ehe ging eine weitere Tochter hervor.

## Ehrungen
- 31. März 1962: Legion of Merit
- Eisernes Kreuz beider Klassen
- 28. Februar 1966: Großes Verdienstkreuz der Bundesrepublik Deutschland